# Jerzy Szymon Billewicz
Jerzy Szymon Billewicz herbu Mogiła – generał adiutant Jego Królewskiej Mości, chorąży żmudzki w latach 1775–1788, sędzia ziemski repartycji rosieńskiej w latach 1765–1775, ciwun pojurski w latach 1751–1765, starosta rosieński w 1764 roku.
Syn ciwuna Wielkich Dyrwian Aleksandra.
Był elektorem Stanisława Augusta Poniatowskiego w 1764 roku z Księstwa Żmudzkiego.